# Phthiria fasciventris
Phthiria fasciventris är en tvåvingeart som beskrevs av Charles Howard Curran 1928. Phthiria fasciventris ingår i släktet Phthiria och familjen svävflugor.
Artens utbredningsområde är Puerto Rico. Inga underarter finns listade i Catalogue of Life.